# 후각 장애
후각장애(嗅覺障礙, dysosmia)는 후각의 질적 변화 또는 왜곡으로 기술되는 질병이다. 질적 변화는 후각상실증, 후각감퇴증 등을 포함하는 양적 변화와는 다르다.
후각장애는 착후각이나 환후로 분류할 수 있다. 착후각은 착취제(냄새를 나게 하는 물질)에 대한 반응의 왜곡이다. 착취제는 자신이 기억하는 바와 냄새의 차이가 난다. 환후(환상냄새)는 착취제가 존재하지 않을 때 냄새를 느끼는 현상이다. 후각장애의 원인은 여전히 이론으로 남아있다. 일반적으로 신경질환, 또 질병을 일으키게 된 임상적 연관성으로 간주된다. 대부분의 케이스들은 특발성으로 기술되며 착후각 관련 주요 선행 조건들로는 상기도감염(URTIs), 두부외상, 비강/부비강 사이너스 질병이 있다. 후각장애는 자체적으로 사라지는 경향이 있으나 즉각적인 완화를 원하는 환자들을 위한 치료 옵션이 있다.

## 증상
후각장애는 가스 누수, 독소, 연기 등의 환경적인 위험을 감지하지 못하게 만든다. 안전뿐 아니라 영양, 식습관 또한 영향을 받을 수도 있다. 만족스럽지 못한 향미, 인식 실패의 공포감, 상한 음식을 소비한다는 느낌 등으로 인한 식욕 부진이 있다. 후각 감소 또는 왜곡은 삶의 질을 떨어트리는 결과를 낳는다. 이러한 왜곡은 맛을 아예 느끼지 못하는 사람보다 훨씬 더 부정적인 영향을 미치는 것으로 간주되는데, 이는 이것들이 꾸준히 질병으로 간주되고 왜곡이 식습관보다 훨씬 더 큰 영향을 미치기 때문이다.

## 분류 및 용어
후각의 기능 장애는 양적인 문제일 수도, 질적인 문제일 수도 있다. 양적 후각 장애는 후각의 완전한 또는 부분적인 소실이 있는 질환이다. 후각을 온전히 잃는 후각상실증, 그리고 후각을 부분적으로 잃는 후각감퇴증은 측정이 가능하다는 이유 때문에 양적 후각 장애로 분류되는 2가지 질병이다. 질적 후각 장애는 측정이 불가능하며 후각의 변화와 왜곡이 있는 질환으로 간주된다. 질적 질환에는 착후각, 환후각이 있다. 이후각은 질적 후각 장애이며 착후각과 환후각을 둘 다 포함한다. 후각상실증, 후각감퇴증, 이후각을 포함하는 후각 장애는 콧구멍 좌우에 모두 해당할 수도 있고 콧구멍 하나에만 해당할 수도 있다. 왼쪽 콧구멍에만 영향을 미치는 후각상실증은 unilateral left anosmia라고 하며, 두 콧구멍에 모두 영향을 미치는 후각 상실증은 온전한 후각상실증(total anosmia)으로 부른다. 왜곡이 불만족스러운 경우 이 질병은 악취(cacosmia)로 부를 수 있다. 악취(cacosmia)의 다른 정의로서, 악취는 특히 비강 사이너스(nasosinusal) 감염, 인두 감염에 의한 착취제의 불편한 지각을 의미한다. 거의 쓰이지 않는 용어는 torquosmia는 인지되는 냄새가 화학적인 느낌이거나 타오르거나 금속 느낌이 날 때 사용할 수 있다.

### 착후각
착후각은 착취제의 인지 왜곡이다. 착취제는 자신이 기억하는 바와 냄새의 차이가 난다.

### 환후각
환후각은 착취제가 없는 환경에서 냄새를 느끼는 현상이다. 환후각이 수초 미만으로 지속되는 경우 환후라는 용어를 사용할 수 있다.

## 병인
후각 장애의 원인이 아직 분명하게 밝혀져 있지 않으나 병인을 기술하는 2가지 일반적 이론이 있다: 주변적 이론, 중심적 이론. 착후각의 경우 주변적 이론은 후수용기 뉴런의 기능 소실로 말미암아 착취제의 완전한 그림을 형성하지 못하는 증상을 말한다. 중심적 이론은 왜곡된 냄새를 만들어내는 뇌의 중심부들을 가리킨다. 환후각의 경우 주변적 이론은 뇌에 비이상적인 신호를 발산하는 뉴런 또는 정상 기능하는 억제 세포의 소실을 의미한다. 환후의 중심적 이론은 후각을 만들어내는 과기능(hyper-functioning) 뇌세포의 특정 부분으로 기술된다. 이러한 이론들을 뒷받침하는 증거에는 왜곡 증상이 있는 환자 대부분에게서 관찰된 내용이 포함되며 이를 수반하는 후각의 소실이 있고 민감성이 감소하는 시점에 왜곡이 악화된다는 점이 있다. 착후각 환자들 중에 유발 자극을 식별할 수 있다는 사례가 보고되고 있다. 일반적인 유발로는 가솔린, 담배, 커피, 향수, 과일, 초콜릿이 포함된다.
후각 장애의 병인은 정확히 밝혀진 바 없으나 신경 질환과 관련한 임상적 연관성이 있다:
- 상기도감염(URTIs)
- 비강, 후비강 사이너스 질병
- 유독성 화학 물질 노출
- 신경계 이상
- 두부외상
- 코 수술
- 전두엽, 후신경구의 종양
- 뇌전증

케이스들 중 대부분은 특발성이며 착후각과 관련한 주요 선제 조건들은 URTIs, 두부 손상(head trauma), 비강/후비강 사이너스 질병이 있다. 후각 관련 정신의학적 병인들은 조현병, 알코올성 정신병, 우울증, 후각관계증후군(olfactory reference syndrome)에 존재할 수 있다.

## 진단
환자들이 비효율적인 치료에 실망을 느끼거나 정신 질환이 있다고 언급하기 때문에 환자를 진단하는 일은 난해할 수 있다. 일부 환자들은 맛이나 냄새 문제가 있는지의 여부를 결정하는데 어려움이 있다. 이 경우 음식 선택에 관해 질문을 해보면 환자가 맛, 냄새에 관한 질병이 있는지의 여부를 가늠하는데 도움을 줄 수 있다. 왜곡이 공기 유입을 통한 착취제에 적용이 되는지의 여부, 또 냄새가 자극 없이 존재하는지의 여부를 식별하는 것이 중요하다. 착취제의 왜곡은 두 종류로 존재한다: 자극이 자신의 기억과 다른 것, 두 번째로는 모든 것에 비슷한 냄새가 나는 것. 병력 또한 질병의 종류를 결정하는데 도움을 줄 수도 있는데, 그 이유는 후각 감염, 두부 손상 등의 사건들이 보통 착후각의 조짐일 수 있기 때문이다. 아쉽게도 후각 장애를 위한 정확한 진단 테스트나 방식은 존재하지 않는다. 평가는 질문서와 병력을 통해 이루어져야 한다.

## 치료
시간이 지남에 따라 후각 장애가 사라지는 일이 종종 있으나 즉각적인 완화를 바라는 환자들을 위한 후각 장애의 의료적, 수술적 치료가 존재한다. 의료적 치료에는 국부 점비액, 옥시메타졸린 HCL(상기도를 차단함으로써 공기 흐름이 후열부에 도달하지 못하게 함)이 포함된다. 진정제, 항울제, 항간질약 등의 기타 약물이 제안될 수 있다. 이러한 약물은 일부 환자에게는 효력이 있을 수도 없을 수도 있는데, 부작용이 참을만하지 못할 정도일 수 있다. 대부분의 환자는 의학적 치료를 통해 도움이 되는 경우가 있으나 일부의 경우 수술적 치료가 필요하다. 옵션으로는 양이마 개두술, 후상피의 제거가 포함된다. 일부 연구에 따르면 코를 통해 내시경을 이용하여 후상피를 제거하는 것이 안전하고 효과적으로 환후를 치료할 수 있다고 기술하고 있다. 양이마 개두술은 영구적인 후각상실을 불러일으키며 이 두 수술 모두 일반 수술에 연계된 위험을 떠안게 된다.

## 역학
환후각의 빈도는 착후각의 빈도보다 비교적 드문 편이다. 착후각은 후각 장애 환자 중 10~60%를 차지하며 연구에 따르면 3개월~22년 중 어느 시점에서도 지속될 수 있다. 냄새, 맛에 대한 문제로 인해 미국에서만 연간 200,000명 이상이 의사를 방문한다. 얼마 전에는 환후각이 파킨슨병과 함께 발생할 수 있다고 간주되었다.